# Пищинек
Пищинек (пол. Pyszczynek) — село в Польщі, у гміні Ґнезно Гнезненського повіту Великопольського воєводства.
Населення — 203 особи (2011).
У 1975-1998 роках село належало до Познанського воєводства.

## Демографія
Демографічна структура станом на 31 березня 2011 року:
|          | Загалом | Допрацездатний вік | Працездатний вік | Постпрацездатний вік |
| -------- | ------- | ------------------ | ---------------- | -------------------- |
| Чоловіки | 105     | 27                 | 67               | 11                   |
| Жінки    | 98      | 23                 | 57               | 18                   |
| Разом    | 203     | 50                 | 124              | 29                   |